# Calicina
Genre
Calicina est un genre d'opilions laniatores de la famille des Phalangodidae.

## Distribution
Les espèces de ce genre sont endémiques de Californie aux États-Unis.

## Liste des espèces
Selon World Catalogue of Opiliones (08/10/2021) :
- Calicina arida Ubick & Briggs, 1989
- Calicina basalta Ubick & Briggs, 1989
- Calicina brevis (Briggs, 1968)
- Calicina cloughensis (Briggs & Hom, 1967)
- Calicina conifera Ubick & Briggs, 1989
- Calicina digita (Briggs & Hom, 1967)
- Calicina diminua Ubick & Briggs, 1989
- Calicina dimorphica Ubick & Briggs, 1989
- Calicina ensata (Briggs, 1968)
- Calicina galena Ubick & Briggs, 1989
- Calicina kaweahensis (Briggs & Hom, 1966)
- Calicina keenea (Briggs, 1968)
- Calicina macula (Briggs, 1968)
- Calicina mariposa (Briggs, 1968)
- Calicina mesaensis Ubick & Briggs, 1989
- Calicina minor (Briggs & Hom, 1966)
- Calicina morroensis (Briggs, 1968)
- Calicina palapraeputia (Briggs, 1968)
- Calicina piedra (Briggs, 1968)
- Calicina polina (Briggs, 1968)
- Calicina sequoia (Briggs & Hom, 1966)
- Calicina serpentinea (Briggs & Hom, 1966)
- Calicina sierra (Briggs & Hom, 1967)
- Calicina topanga (Briggs, 1968)
- Calicina yosemitensis (Briggs, 1968)

## Publication originale
- Ubick & Briggs, 1989 : « The harvestmen family Phalangodidae. 1. The new genus Calicina, with notes on Sitalcina (Opiliones: Laniatores). » Proceedings of the California Academy of Sciences, vol. 46, no 4, p. 95–136.